# Janthinisca griveaudi
Janthinisca griveaudi är en fjärilsart som beskrevs av Sergius G. Kiriakoff 1968. Janthinisca griveaudi ingår i släktet Janthinisca och familjen tandspinnare. Inga underarter finns listade i Catalogue of Life.